# Затока Наталка (ландшафтний заказник)
Затока Наталка — ландшафтний заказник місцевого значення в Україні. Розташований в Оболонському районі Києва.

## Історія
Заказник був створений рішенням Київської міської ради № 148/8318 від 27.02.2020.

## Опис
Розташований в південно-східній частині Оболоні, на схід від Оболонської набережної. Площа об’єкта 85,5 га. До складу заказника увійшли фрагмент акваторії та узбережжя затоки Собаче гирло, а також два острівці: острів Вербовий та його невеличкий супутник на акваторії. Таким чином, під охорону потрапили рештки вихідної заплави Дніпра. Це, зокрема, острівець Вербовий, який являє собою єдиний фрагмент великого колись дніпровського острова Чичин. На його місці під час гідронамиву піску для Оболоні у 1970-х рр. було створено затоку Собаче Гирло. До складу заказника потрапила також реліктова протока, яка відділяла острів Чичин від правобережної заплави. Назва походить від того, що в XIX столітті усю прибережну північну Оболонь називали урочищем Наталка. 